# Souvenirs d'un jeune homme
Souvenirs d'un jeune homme est une bande dessinée de Gérard Lauzier publiée en 1983 chez Dargaud.

## Historique
Cette bande dessinée, parue en 1982 dans les Pilote mensuel no 100 à 104, est présentée comme un événement (« Lauzier revient »), la publication précédente de l’auteur remontant à deux années.
C'est le dernier récit long en bande dessinée de Lauzier avant 1992, qui se consacre alors au cinéma. Il adaptera d'ailleurs ce livre en 1984 sous le titre de P'tit Con avec Bernard Brieux dans le rôle principal.
Il y crée le personnage de Michel Choupon, caricature acerbe des milieux de gauche et de la génération Mitterrand. Il le réemploiera dix ans après dans Portrait de l'artiste, sa dernière bande dessinée et premier long récit depuis les Souvenirs d'un jeune homme. Le personnage y a vieilli d'autant d'années et se confronte aux mêmes interrogations. Sur la couverture le personnage vieilli se dit « J'ai 28 ans, déjà ! Et qu'ai-je fait de ma vie ?! Rien !!! » contre « J'ai 18 ans, déjà ! » sur la couverture des Souvenirs d'un jeune homme.
Ce retour dans la bande dessinée de Lauzier sera récompensé par un grand prix de la ville d'Angoulême en 1993.

## Résumé
Michel Choupon, 18 ans, veut faire quelque chose de sa vie. Persuadé d'être un marginal à l'esprit puissant, il se plaît à se poser en porte-à-faux de sa famille bourgeoise parisienne privilégiée.  Idéalisant l'esprit de Mai 68, il est bardé d'idéaux et de préjugés envers les classes populaires qu'il veut élever vers la Culture. Un soir, il rencontre Salima et s'en entiche, l'accueille chez lui et tente de la séduire, allant d'échecs en échecs. Avançant dans la détestation de lui-même et le rejet de sa famille, il décide de faire quelque chose de sa vie.

## Analyse
Difficile de prendre au premier degré les critiques de la société bourgeoise que porte Michel Choupon, l'auteur étant connu pour ses positions libérales. Il déclara même au Magazine Littéraire en 1980 : « Je suis un fanatique du capitalisme. » Les Souvenirs d'un jeune homme sont donc bien à prendre comme une critique cynique de la rébellion contre l'autorité, raillant la fausse ouverture d'esprit d'intellectuels de gauche ici caricaturés à l'extrême.
Ainsi, la volonté de démocratiser la culture, chère à Jack Lang, est durement raillée. Les personnages principaux souhaitent créer des revues de quartier, amener la « grande culture » dans la banlieue. Michel s'enthousiasme à l'idée de « cultiver » Salima, qui souhaite être comédienne, en lui faisant découvrir le grand cinéma. Mais quand il lui parle de Bergman elle répond : « Moi j'aime Belmondo et Delon. » La plupart du temps, sous leurs grands idéaux, les personnages ne sont qu'engoncés dans leur mépris.
Construit autour d'un conflit intergénérationnel, le livre est le témoin d'une révolte ratée se terminant par un mariage et par le retour à une sorte de schéma classique petit-bourgeois. Michel devient certes artiste mais se marie et est obligé d'avoir un emploi à mi-temps au bureau de poste de Fos-sur-Mer.

## Réception
En 2019, l'édition italienne des aventures de Michel Choupon (Souvenirs d'un jeune homme et Portrait de l'artiste) reçoit le prix Micheluzzi du patrimoine au festival de Naples.